# Neuville-lez-Beaulieu
 Neuville-lez-Beaulieu  là một xã ở tỉnh Ardennes, thuộc vùng Grand Est ở phía bắc nước Pháp.